# Francesc de Solà
Francesc de Solà de Sant Esteve i d'Oriola fou un noble militar que entre el 1710 i el 1713 va ésser diputat militar de la Generalitat de Catalunya i un dels defensors més acèrrims de la causa austriacista.
Va néixer l'any 1671 al mas Solà de Sant Esteve de la parròquia de Sant Joan d'Oló (el Bages). Era fill de Rafael de Solà de Sant Esteve, donzell, senyor de Campmajor i hereu del mas, i d'Anastàsia Oriola. La seua família, els Solà de Sant Esteve, enllaçats familiarment amb els Casanova de Moià, formaven part de l'aristocràcia rural moianesa. El seu oncle, Carles de Solà de Sant Esteve, era arxipreste de l'Estany i rector de la parròquia de Santa Maria de Moià.
Va contraure matrimoni amb Francesca Fizes i Rull, filla de Pere Fizes, mercader i cavaller de la vila de Terrassa. El matrimoni va viure al castell-palau de Terrassa, que l'avi de Francesca, gran mercader oriünd de Cahors (Occitània), havia comprat l'any 1661. Del matrimoni se'n coneix un fill, Miquel, i cinc filles, Anna, Maria Francesca, Joana Baptista, Gertrudis i Maria Lluïsa.
Francesc de Solà de Sant Esteve va ésser un dels primers nobles que va anar a rebre l'arxiduc Carles quan aquest va desembarcar a Mataró el 28 d'agost del 1705. L'1 d'agost del 1710 va ser insaculat diputat militar de la Generalitat de Catalunya i, com a tal, durant els tres anys que va durar el seu mandat, es va fer càrrec del control i la centralització de les atribucions de la Generalitat en matèria militar. Com a diputat militar, Francesc de Solà de Sant Esteve va tindre una destacada activitat en la distribució i mobilització de recursos i tropes per al Principat de Catalunya durant els anys més intensos de la guerra i, al mateix temps, va estar ben relacionat amb la cort austriacista i amb l'estat major de l'exèrcit.
L'hivern del 1711 el diputat militar Francesc de Solà informava a través de correspondència al Consistori de la Diputació de Catalunya de les operacions de guerra que l'exèrcit borbònic estava portant a terme per les comarques de la Garrotxa i el Ripollès, posant en defensa la plana de Vic, el Berguedà i el Vallès; i l'evolució del front de guerra a la Segarra, amb l'arribada el març del 1711 de les tropes borbòniques a Calaf i a Ponts, mobilitzant-se la vegueria de Manresa i concentrant-se els sometents a Còdol-rodon (Aguilar de Segarra). Solà de Sant Esteve havia estat enviat a Granollers per inspeccionar sobre el terreny les denúncies presentades pels pagesos del territori en contra de les actuacions de les tropes austriacistes i dels sometents, que provocaven desordres i maltractaven la població civil de la mateixa manera que ho feien també els enemics borbònics. El diputat militar va intentar mediar amb els alts responsables de l'exèrcit per intentar evitar situacions de descontrol de la tropa que acabaven perjudicant sempre els naturals del país.
Com a representant de l'estament militar de la Diputació del General, Solà de Sant Esteve va ésser sempre partidari de la causa austriacista. El 8 de juliol del 1713 demanava a totes les autoritats catalanes que col·laboressin per evitar que alguns catalans, per motius de lucre o interès particular, intentessin passar municions, armes, cavalls i queviures al camp enemic, és a dir, davant la imminència de la gran invasió del Principat de Catalunya per part de l'exèrcit borbònic, el diputat militar cridava a les autoritats a mantenir-se fermes amb la causa catalana i a evitar cap col·laboració amb els enemics.
Francesc de Solà va ésser rellevat del seu càrrec el 22 de juliol del 1713. En el seu lloc va ser insaculat Antoni Francesc de Berenguer i de Novell, després de les renúncies de Josep de Clariana i Gualbes, comte de Múnter, i de Francesc de Rocabertí.
El seu nom apareix en la llista Sujetos que más se demostraron en las conmociones de Cataluña a favor del Sr. Archiduque, en la que es classificava els cabdills de la rebel·lió en sis classes i castigant-los no amb la presó sinó amb la confiscació perpètua de llurs propietats.
L'any 1710 i en el moment de fer testament, el diputat militar Francesc de Solà declarava que tenia un germà anomenat Bernat que era capità de cavalleria del regiment de Marimon, un dels més importants regiments borbònics catalans.
L'herència dels Solà de Sant Esteve i Fizes de Terrassa, probablement per defunció de Miquel, fill hereu, va passar a Anna, la primera filla, que va contraure matrimoni amb Josep de Càrcer Sotomayor i de Martí. Des d'aleshores la successió hereditària va passar a la família Càrcer.